# Riehler Aue

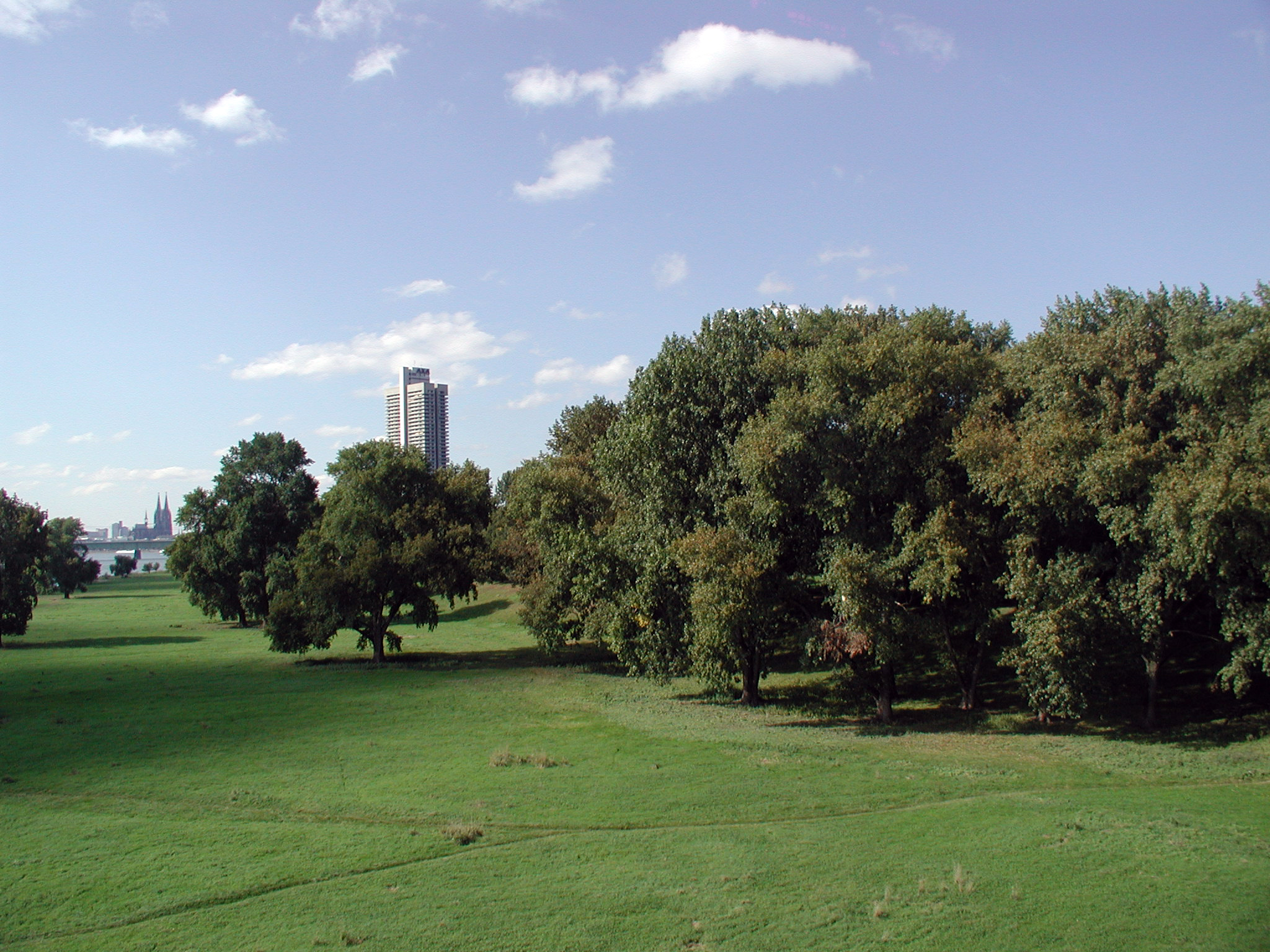
Blick über die Riehler Aue nach Süden

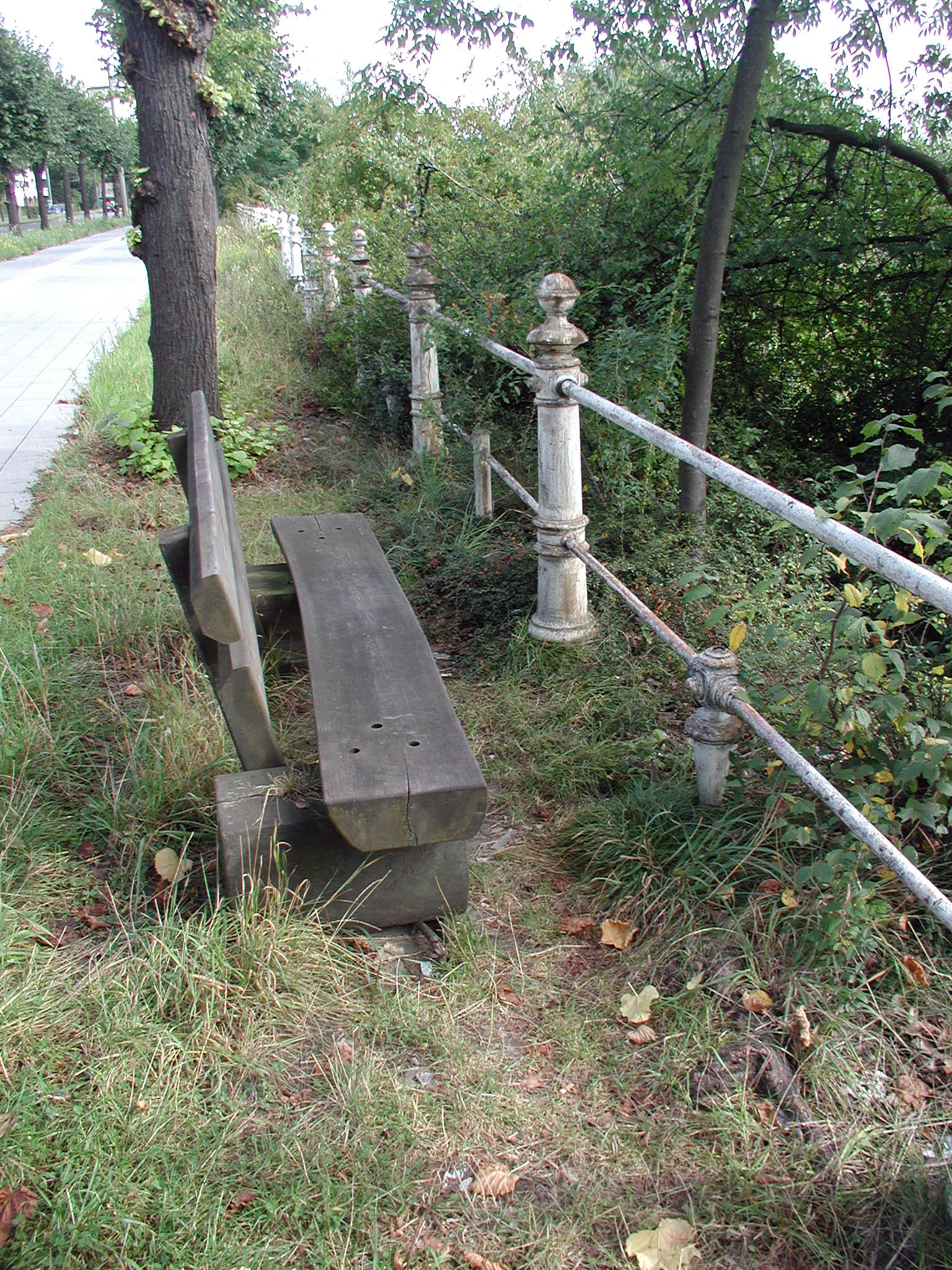
Uferpromenade mit Geländer aus vergangener Zeit

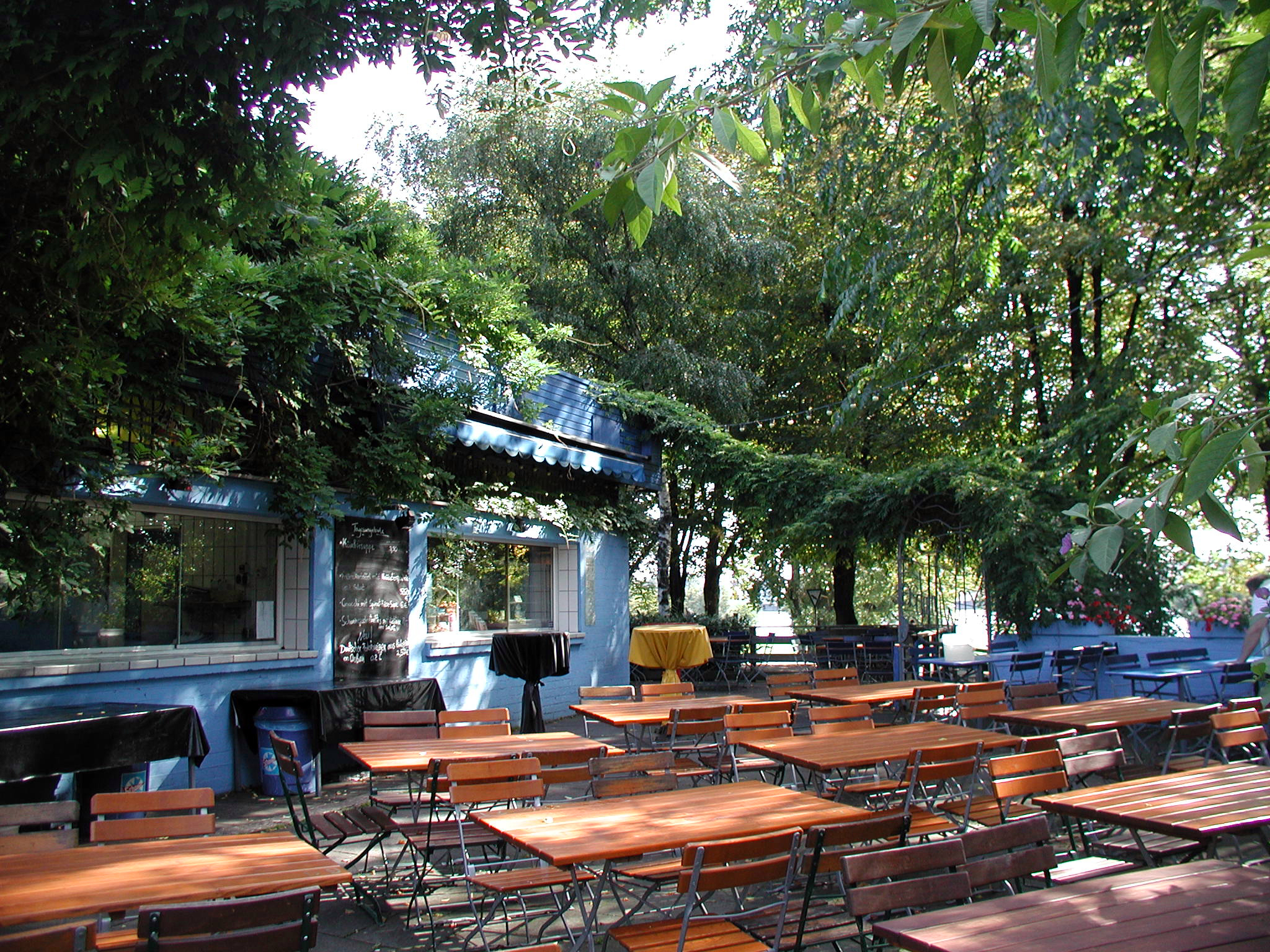
Ab dem ehemaligen Riehler Freibad weitet sich das Gelände

Die Riehler Aue ist eine Parkanlage in Köln. Sie war Teil der Bundesgartenschau 1971.

## Geografische Lage
Die Riehler Aue ist insgesamt etwa 27 ha groß. Sie erstreckt sich ab der Zoobrücke als ein sich verbreiternder Landstreifen am westlichen Rheinufer bis zur Mülheimer Brücke nach Norden. Das Gelände liegt zum Teil im Überschwemmungsbereich des Flusses, ein Teil wird durch einen als Allee bepflanzten Hochwasserdamm gegen den Rhein geschützt. Hier liegt auch die Kölner Jugendherberge. Dieses Hinterland der sich ehemals flach ins Land erstreckenden Aue wurde entweder schon 1955 bis zur heutigen Dammhöhe um etwa 8 Meter durch Trümmerschutt auf ein hochwassersicheres Niveau angefüllt oder das geschah erst zur Bundesgartenschau 1971. Das Areal ist mit lockeren Baumgruppen bepflanzt.

## Geschichte
1971 war die Riehler Aue eine von zwei Ausstellungsflächen der Bundesgartenschau. Das etwa 16 ha große Überschwemmungsgebiet vor dem Damm war für eine gärtnerische Gestaltung nicht nutzbar. Die 11 ha der Riehler Aue, die hinter dem Hochwasserdamm lagen, wurden für die Ausstellung genutzt.
Nach dem Ende der Bundesgartenschau wurden die dafür vorgenommenen Einbauten weitestgehend wieder entfernt. Lediglich die Wegeführung und die Baumpflanzungen wurden unverändert belassen.
Auf dem Gelände bestand ein Freibad. Dessen Betriebsgebäude wurde nach Aufgabe des Freibades in ein Gartenrestaurant umgewandelt.